# توماسو کاساندرو
توماسو کاساندرو (انگلیسی: Tommaso Cassandro؛ زادهٔ ۹ ژانویهٔ ۲۰۰۰) بازیکن فوتبال است.
از باشگاه‌هایی که در آن بازی کرده‌است می‌توان به باشگاه فوتبال بولونیا اشاره کرد.